# Arzamas (literarni kružok)
Arzamas (rus. «Арзама́с»; 1815. – 1818.) - literarni kružok koji je okupljao pristaše novog "karamzinskog" pravca u književnosti. Arzamas si je kao cilj postavio borbu s arhaičnim književnim ukusom i tradicijom, čije su se pristaše okupljale u društvu Ljubitelji ruske riječi.

## Članovi
Članovi Arzamasa su bili i pisci (Vasilij Žukovski, Konstantin Batjuškov, Pjotr Vjazemski, Aleksandr Pleščejev, Vasilij Puškin, A.S. Puškin, Antonij Perovski, Stepan Žiharev, Aleksandr Vojejkov, Filipp Vigelj, Denis Davidov, D. Kavelin), i osobe poznatije po svojem društvenom radu (braća Aleksandar i Nikolaj Turgenjev, Sergej Uvarov, Dmitrij Bludov, Dmitrij Daškov, Mihail Orlov, Dmitrij Severin, Pjotr Poletika, i dr.).

## Povijest
Većina Arzamasovaca je još prije osnutka kružoka bila blisko vezana prijateljskim vezama, a pripadali su generaciji prijestolničkog plemstva koja je bila europski obrazovana i nalazila se u masi liberalno orijentiranih nakon rata 1812. Njihovi oponenti su bili konzervativci u području politike i književnosti. Za razliku od birokratskog likovanja na sjednicama Ljubitelja, sjednice Arzamasa su imale karakter veselih prijateljskih sastanaka. Naziv Arzamas je bio preuzet iz Batjuškovljeve parodije; svi članovi grupe su nadijevali jedni drugima šaljive nadimke prema baladama Žukovskog (Žukovski je bio Svetlana, Vjazemski - Asmodej, Puškin - Sverčok, itd.). Na grbu kružoka se nalazila guska, jer je "Arzamas bio na glasu po tustim guscima".
Na sjednicama su čitali šaljive protokole, epigrame i parodije koji su ismijavali Ljubitelje. Gašenjem protivničkog društva 1816., polemički karakter Arzamasa je izgubio smisao. Članovi su pokušali učiniti rad kružoka ozbiljnijim i planirali su izdavanje časopisa, što nisu uspjeli ostvariti.
Godine 1818. Arzamas se raspao. Prividan razlog je bio odlazak mnogih članova iz Peterburga. Vrijeme raspada kružoka se poklopio s izborom Karamzina i Žukovskog u Rusku akademiju, a koje je predložio njihov protivnik A. Šiškov. S vremenom su mnogi Arzamasovci postali članovima Ruske akademije upravo zahvaljujući Šiškovu.
Vjazemski je okarakterizirao značenje Arzamasa:
To je bila nova spona književnih i prijateljskih veza, koje su već postojale među prijateljima. Dalje je to bila škola uzajamnog književnog učenja, književne kolegijalnosti. A najvažnije, sjednice 'Arzamasa' su bile zborno mjesto kuda su ljudi raznih uzrasta, ponekad čak i raznih pogleda i mišljenja o drugim sporednim pitanjima, dolazili porazgovarati o književnosti, reći jedni drugima o svojim radovima i iskustvima, i oštroumno se zabaviti i našaliti.
Moguće je da su se sastanci društva održavali u domu D. Bludova na Nevskom prospektu, u koji se 1817. uselio V. Žukovski.